# Alfredo Diana
Alfredo Diana (ur. 2 czerwca 1930 w Rzymie, zm. 12 sierpnia 2025 w Neapolu) – włoski polityk, agronom i działacz gospodarczy, parlamentarzysta krajowy i europejski, w latach 1993–1994 minister rolnictwa.

## Życiorys
Absolwent nauk rolniczych na Uniwersytecie Neapolitańskim im. Fryderyka II. Pracował na menedżerskich stanowiskach w branży rolniczej w prowincjach Caserta, Reggio Calabria i Katania. Powoływany również w skład organów różnych przedsiębiorstw i organizacji gospodarczych. W latach 1969–1977 stał na czele konfederacji Confagricoltura, jednej z największych włoskich organizacji rolniczych.
Działacz Chrześcijańskiej Demokracji. Od 1977 do 1980 pełnił funkcję wiceprzewodniczącego Krajowej Rady Gospodarki i Pracy (CNEL). W latach 1979–1984 sprawował mandat posła do Parlamentu Europejskiego I kadencji. Od 1983 do 1992 zasiadał w Senacie IX i X kadencji. Od marca 1993 do maja 1994 sprawował urząd ministra rolnictwa i leśnictwa w rządach, którymi kierowali Giuliano Amato i Carlo Azeglio Ciampi (od grudnia 1993 jako minister rolnictwa, żywności i leśnictwa w drugim z tych gabinetów). W latach 1997–1999 był włoskim przedstawicielem w Międzynarodowym Funduszu Rozwoju Rolnictwa.
Odznaczony Orderem Zasługi Republiki Włoskiej I klasy oraz Orderem Zasługi za Pracę. Był przewodniczącym federacji kawalerów drugiego z tych odznaczeń (1981–2001).